# Marienmühle

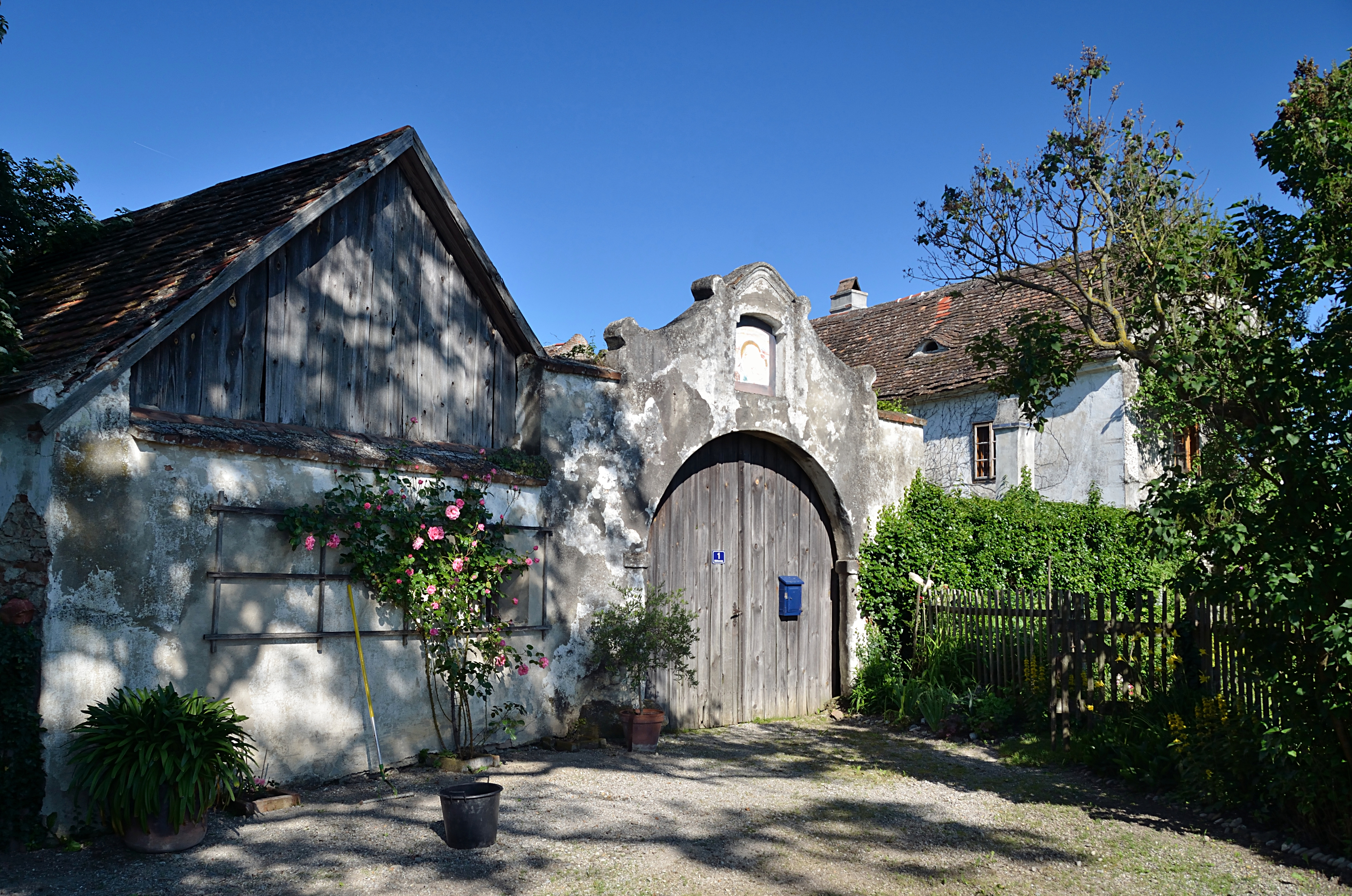
Marienmühle

Die Marienmühle liegt am linken Mühlbach der Traisen auf dem Gebiet der Gemeinde Inzersdorf-Getzersdorf im Mostviertel in Niederösterreich und ist längst stillgelegt. Im Wasserbuch wird die Gutsverwaltung Walpersdorf als Eigentümer angeführt. Die Wehranlagen wurde in den 1980ern modernisiert und zu einem Kleinkraftwerk umgebaut.
Das Gebäude steht unter Denkmalschutz (Listeneintrag).